# مسالة (السياني)

تعديل مصدري - تعديل

مسالة محلة تابعة لقرية وادي سير، التابعة لعزلة وادي سير بمديرية السياني إحدى مديريات محافظة إب في الجمهورية اليمنية، بلغ تعداد سكانها 36 حسب تعداد اليمن لعام 2004.